# 葉山町立長柄小学校
葉山町立長柄小学校（はやまちょうりつ ながえしょうがっこう）は、神奈川県三浦郡葉山町長柄にある公立小学校である。

## 沿革
出典
- 1976年（昭和51年）
  - 4月1日 - 開校 。開校時点の児童数は538名。
  - 5月1日 - 開校記念式典挙行。
  - 6月21日 - この日（6月21日）を開校記念日と定めた。
  - 12月13日 - 長柄小学校PTA結成。
- 1977年（昭和52年）
  - 3月31日 - 歩道橋完成。
  - 9月2日 - プール落成（25メートル×13メートル）。
  - 12月20日 - 運動場整備完了（排水・散水設備等）。
- 1979年（昭和54年）3月26日 - 体育館落成。
- 1980年（昭和55年）2月26日 - 校舎増築（普通教室6教室）。
- 1982年（昭和57年）2月12日 - 校歌制定。
- 1985年（昭和60年）11月30日 - 10周年記念祭開催。
- 1991年（平成3年）
  - 2月7日 - 体育館渡り廊下完成。
  - 8月31日 - グランド整備完了。同日、家庭科室改修工事も完了。
- 1992年（平成4年）4月1日 - 「おひさま」学級開設。
- 1994年（平成6年）8月31日 - 廊下・階段床張り替え工事完了。
- 1995年（平成7年）11月18日 - 20周年記念式典挙行。
- 2000年（平成12年）8月31日 - 体育館耐震補強工事完了。
- 2009年（平成21年）9月30日 - 本校舎耐震補強工事完了。
- 2014年（平成26年）8月31日 - 各教室にエアコン設置工事完了。
- 2015年（平成27年）8月31日 - 体育館天井等非構造部材耐震化工事完了。
- 2020年（令和2年）4月1日 - 新型コロナウイルス感染拡大の影響で、この月と翌月の2か月間、臨時休校となる。その影響で、同年度は、学校行事が中止・延期となった。

## クラブ活動
異学年交流の為に、4～6年生が参加する。

## 通学区域
出典
- 長柄（全域）

## 進学先中学校
出典
公立中学校に進学する場合
- 葉山町立南郷中学校

## 学校周辺
- 神奈川県道311号鎌倉葉山線
- 森戸川
- 長柄緑地

## アクセス
- 京浜急行バス「逗1」・「逗4」・「逗5」・「逗6」・「逗7」・「逗8」・「逗10」・「逗15」・「逗16」・「逗25」・「逗26」・「逗28」・「逗71」・「逗72」の各系統で、「長柄交差点」バス停下車後、徒歩約660m・約10分（県道311号を跨ぐ歩道橋経由の最短ルート移動した場合）。

## 関連校
- 葉山町立葉山小学校
- 葉山町立上山口小学校
- 葉山町立一色小学校